# Nguyễn Xuân Vinh
Nguyễn Xuân Vinh (3 tháng 1 năm 1930 – 23 tháng 7 năm 2022) nguyên là sĩ quan Không quân cao cấp của Quân đội Việt Nam Cộng hòa, cấp bậc Đại tá. Ông xuất thân từ khóa Sĩ quan Trừ bị đầu tiên được Chính phủ Quốc gia Việt Nam mở ra ở miền Nam Việt Nam vào đầu thế kỷ 20. Ông nguyên là Tư lệnh thứ hai của Quân chủng Không quân Việt Nam Cộng hòa. Ông cũng là Giáo sư, Tiến sĩ, Viện sĩ chuyên ngành Kỹ thuật Không gian người Mỹ gốc Việt nổi tiếng trên thế giới. Năm 1962, ông là người Việt Nam đầu tiên và cũng là người đầu tiên ở Đại học Colorado được cấp bằng Tiến sĩ Khoa học Không gian sau khi thực hiện thành công nghiên cứu công trình tính toán quỹ đạo tối ưu cho tàu vũ trụ do NASA tài trợ. Những lý thuyết của ông đã góp phần quan trọng đưa các phi thuyền Apollo lên được Mặt Trăng thành công, đồng thời được ứng dụng vào việc thu hồi các tàu con thoi trở về Trái Đất an toàn. Ông còn là nhà văn với bút danh Toàn Phong với nhiều tác phẩm nổi tiếng được xuất bản.

## Tiểu sử và binh nghiệp
Ông sinh ngày 3 tháng 1 năm 1930 trong một gia đình khá giả tại Yên Bái, Bắc Kỳ, là con trai trưởng. Cha ông là Nguyễn Xuân Nhiên. Mẹ ông là người Nam Định. Ông có nhiều em trai và em gái, tiêu biểu là tiến sĩ toán học Nguyễn Xuân Huy, kĩ sư Nguyễn Xuân Chúc (công tác và làm việc cho Việt Nam Dân chủ Cộng hòa), nhà thơ Nguyễn Thị Hoài Thanh... Năm 1950, ông tốt nghiệp Trung học Phổ thông 2 cấp chương trình Pháp tại Hà Nội với văn bằng Tú tài toàn phần (Part II).
Từ khi còn nhỏ, ông đã là một người có năng khiếu toán. Ông tham gia viết sách từ rất sớm. Khi còn đang là học sinh, ông đã có sách được xuất bản với cuốn sách giáo khoa Bài tập hình học không gian. Cuốn sách đã trở thành tài liệu tham khảo và học vấn quan trọng thời bấy giờ.
Tháng 9 năm 1951, thi hành lệnh động viên của Quốc trưởng Bảo Đại, ông nhập ngũ vào Quân đội Quốc gia, theo học tại trường Sĩ quan Trừ bị Nam Định, khai giảng ngày 1 tháng 10 cùng năm. Ngày 1 tháng 6 năm 1952, Nguyễn Xuân Vinh tốt nghiệp với cấp bậc Chuẩn úy và được phân bổ vào ngành Công binh. Cuối năm, ông xin chuyển sang ngành Không quân và được đi du học tại Học viện Không quân ở Salon-de-Provence, Pháp (École de l'Air). Đầu năm 1954, ông tốt nghiệp với bằng phi công hai động cơ và bay phi cụ, đồng thời ông được thăng lên cấp Thiếu úy. Sau đó ông lưu trú và phục vụ chuyên ngành tại Pháp và Maroc. Trong thời gian này, ông ghi danh học đại học và thi đậu bằng cử nhân toán ở Đại học Aix-Marseille.
Đầu năm 1955, khi Quân đội Pháp chính thức bàn giao cơ sở và trang thiết bị của ngành Không quân lại cho Quân đội Quốc gia, ông được lệnh trở về Việt Nam và được thăng cấp Trung úy, phục vụ trong Bộ tư lệnh Không quân. Cuối năm 1955, ông được thăng cấp Đại úy, làm Trưởng phòng Nhân viên trong Bộ Tư lệnh Không quân. Tháng 10 năm 1956, sau khi Thủ tướng Ngô Đình Diệm lên làm Tổng thống của nền Đệ nhất Cộng hòa, ông được thăng cấp Thiếu tá làm Tham mưu phó tại Bộ tư lệnh Không quân. Ngày Quốc khánh 26 tháng 10 năm 1957, ông được thăng cấp Trung tá và được bổ nhiệm chức vụ Tham mưu trưởng Không quân do Đại tá Trần Văn Hổ làm Tư lệnh. Tháng 2 năm 1958 ông được bổ nhiệm chức vụ Tư lệnh Không quân, ngay sau đó được thăng cấp Đại tá tại nhiệm. Ngày 27 tháng 2 năm 1962, hai sĩ quan phi công là Phạm Phú Quốc và Nguyễn Văn Cử điều khiển 2 chiếc khu trục cơ thả bom Dinh Độc Lập, ông bị liên đới trách nhiệm nên Tổng thống Diệm đã cách chức Tư lệnh Không quân của ông. Cùng năm này, ông xin giải ngũ và đi du học ở Hoa Kỳ. Ngay sau đó, Trung tá Huỳnh Hữu Hiền thay thế ông làm Tư lệnh Không quân.

## Nghiên cứu khoa học
Năm 1962, ông đến Hoa Kỳ để bắt đầu sự nghiệp khoa học của mình khi mới 32 tuổi. Năm 1965, ông là người đầu tiên được cấp bằng Tiến sĩ về Khoa học Không gian tại Đại học Colorado. Ba năm sau, ông được làm phó giáo sư (Associate Professor) tại Đại học Michigan. Năm 1972, ông được phong hàm giáo sư (Professor) tại Đại học Michigan. Cũng trong năm này ông lấy tiếp bằng Tiến sĩ Quốc gia toán học tại Đại học Sorbonne, Paris, Pháp.
Năm 1982, ông là giáo sư (Chair Professor) của ngành Toán ứng dụng tại Đại học Quốc gia Thanh Hoa (National Tsing Hua University) ở Đài Loan. Hai năm sau, năm 1984, giáo sư Nguyễn Xuân Vinh là người Hoa Kỳ thứ ba và là người Châu Á đầu tiên được bầu vào Viện Hàn lâm Quốc gia Hàng không và Không gian Pháp (Académie Nationale de l'Air et de l'Espace). Đến năm 1986, ông trở thành Viện sĩ chính thức của Viện Hàn lâm Không gian Quốc tế (International Academy of Astronautics).
Trong nhiều năm, ông đã được mời tham gia thuyết trình thỉnh giảng tại nhiều đại học lớn và các hội nghị quốc tế nhiều nơi trên thế giới bao gồm Mỹ, Canada, Anh, Pháp, Áo, Đức, Ý, Hà Lan, Thụy Sĩ, Na Uy, Thụy Điển, Hungary, Israel, Nhật, Trung Quốc, Đài Loan và Úc.
Năm 1999, Nguyễn Xuân Vinh nghỉ hưu. Ông đã được Hội đồng Quản trị (Board of Regents) tại Đại học Michigan phong tặng chức Giáo sư Danh dự ngành Kỹ thuật Không gian (Professor Emeritus of Aerospace Engineering) vì công lao đóng góp cho khoa học và giáo dục.

## Gia đình
- Thân phụ: Nguyễn Xuân Nhiên (1904–1950)
- Thân mẫu: Đỗ Thị Thảo (1909–2002)[6] (sinh hạ 11 người con, giáo sư Nguyễn Xuân Vinh là con thứ 2 và là trưởng nam)
- Chị: Nguyễn Thị Bính (đã mất)
- Em trai: Nguyễn Xuân Chúc (sinh 1932), Nguyễn Xuân Đăng (đã mất), Nguyễn Xuân Quang (đã mất), Nguyễn Xuân Huy (sinh 1944)
- Em gái: Nguyễn Thị Bạch Yến]], Nguyễn Thị Hoài Thanh (1936–2020), Nguyễn Thị Kim Oanh, Nguyễn Thị Thanh Nga, Nguyễn Thị Minh Nguyệt (đã mất).

Giáo sư Nguyễn Xuân Vinh có vợ và 4 người con, hiện định cư ở Hoa Kỳ. Ngoài ra, thân phụ ông có người vợ kế là Đỗ Thị Huyền (1920–1998), chính là em ruột của Đỗ Thị Hảo, có với nhau 4 người con: Nguyễn Thị Băng Tâm, Nguyễn Thị Vân Khanh, Nguyễn Thị Sinh và Nguyễn Chí Bảo.

## Đời tư
Cha của ông là Nguyễn Xuân Nhiên, một liệt sĩ hy sinh năm 1950 thời Chiến tranh Đông Dương. Em trai ông là Nguyễn Xuân Chúc, sinh ngày 30 tháng 9 năm 1932 tại Hải Phòng. Ông Chúc là kỹ sư cầu đường, tốt nghiệp Đại học Giao thông Vận tải Hà Nội. Trái ngược với anh trai Nguyễn Xuân Vinh, ông Nguyễn Xuân Chúc tham gia Việt Minh và công tác trong chính quyền Việt Nam Dân chủ Cộng hòa. Ngoài ra người em trai khác là Nguyễn Xuân Huy, sinh năm 1944, hiện đang công tác tại Viện Khoa học và Công nghệ Việt Nam. Người em gái Nguyễn Thị Hoài Thanh là nhà thơ nổi tiếng, sinh năm 1936, đã mất năm 2020 tại Hải Phòng.
Ngày 19 tháng 10 năm 2016, ông đã được Đa Minh Mai Thanh Lương, Giám mục Công giáo người Việt đầu tiên tại Hoa Kỳ, làm phép thanh tẩy gia nhập Đạo Công giáo tại nhà thờ Saint Bonaventure Church ở Huntington Beach, California. Ông lấy tên thánh là Anphongsô. Ông cũng được lãnh nhận bí tích Thêm Sức do Giám mục Mai Thanh Lương ban trong Thánh lễ với sự hiện diện của gia đình thân quyến và các bạn hữu lâu năm.

## Giải thưởng
- Năm 1994: Mechanics and Control of Flight Award presented do American Institute of Aeronautics and Astronautics tặng.[2]
- Năm 1996: "Excellence 2000 Award" của Pan Asian American Chamber of Commerce
- Năm 2000: Giáo sư Nguyễn Xuân Vinh được bầu vào Viện Hàn lâm Quốc tế du hành vũ trụ và Viện Hàn lâm Hàng không và Vũ trụ Quốc gia Pháp. Ông được chọn là một trong những người xuất sắc của Hoa Kỳ Pan Asian American Chamber of Commerce tại Washington, DC.[2]
- Năm 2006: "Giải thưởng Dirk Brouwer" về Cơ học Du hành Không gian của Hội Du hành Không gian Hoa Kỳ (American Astronautical Society)

Hội Khuyến Học ở Saint Louis, Missouri, đề ra giải thưởng hàng năm tên là giải thưởng "Truyền thống Nguyễn Xuân Vinh" để khuyến khích học sinh ở địa phương.

## Tác phẩm
Tác giả Nguyễn Xuân Vinh đã xuất bản ba cuốn sách và hơn 100 bài báo kỹ thuật trong lĩnh vực toán học, động lực học thiên thể, và tối ưu hóa quỹ đạo (trajectory optimization). Ông Vinh cũng từng là biên tập viên trong khoảng thời gian dài 20 năm cho tạp chí lưu trữ của Học viện vũ trụ Quốc tế (the archival journal for the International Academy of Astronautics). Giáo sư Vinh nguyên là chủ tịch hội đồng chấm luận án tiến sĩ (chaired the doctoral committees) cho 30 nghiên cứu sinh, nhiều người trong số họ hiện nay đang là giáo sư của các Hiệp hội uy tín của Hoa Kỳ, các trường Đại học các trường học hoặc các hiệp hội nhà khoa học hàng đầu trong ngành công nghiệp hàng không vũ trụ.

### Khoa học
Ông đã viết hàng trăm tiểu luận về toán, động lực học thiên thể và tối ưu hóa quỹ đạo. Các sách viết bao gồm:
- Hypersonic and Planetary Entry Flight Mechanics. 1980. Vinh, N. X.; Busemann, A.; Culp, R. D. University of Michigan Press.
- Optimal Trajectories in Atmospheric Flight 1981. Vinh N. X., Studies in Astronautics 2, Elsevier Scientific Publishing Company, Amsterdam.
- Flight Mechanics of High-Performance Aircraft. 1993. Nguyen X. Vinh. Cambridge Aerospace Series. ISBN 052134123X[11]

### Văn chương
- Gương danh tướng, 1956.
- Đời phi công, 1959. Truyện dài, Giải thưởng Văn chương Toàn quốc năm 1961 (Việt Nam Cộng hòa)
- Theo ánh tinh cầu, 1991. Truyện ký sự.